# Račići (Foča-Ustikolina, BiH)
Račići su naseljeno mjesto u općini Foča-Ustikolina, Federacija BiH, BiH. 
Godine 1962. Račićima su pripojena naselja Draževo (M) i Modro Polje (Sl.list NRBiH, br.47/62).

## Stanovništvo
| Narod     | Popis 1961. | Popis 1971. | Popis 1981. | Popis 1991. |
| --------- | ----------- | ----------- | ----------- | ----------- |
| Hrvati    |             |             |             |             |
| Muslimani |             | 1           | 3           |             |
| Srbi      | 63          | 178         | 90          | 45          |
| Crnogorci |             |             |             |             |
| ostali    |             | 1           | 1           |             |
| Ukupno    | 63          | 180         | 94          | 45          |